# 艾氏長喉盤魚
艾氏長喉盤魚，為輻鰭魚綱鱸形目喉盤魚亞目喉盤魚科的其中一種，分布於東太平洋的美國加州南部至墨西哥下加利福尼亞半島海域，棲息深度可達15公尺，體長可達5.7公分，屬底棲性魚類，棲息在潮間帶，屬肉食性，以小型甲殼類及浮游動物為食。